# هوي غوس
هوي غوس (بالإنجليزية: Howie Goss)‏ هو لاعب كرة قاعدة أمريكي، ولد في 1 نوفمبر 1934 في ويوكا في الولايات المتحدة، وتوفي في 31 يوليو 1996 في رينو في الولايات المتحدة.

## وصلات خارجية
- هوي غوس على موقعبيزبول رفرنس.كوم (الدوري الرئيسي) (الإنجليزية)